# Herrengasse (Graz)

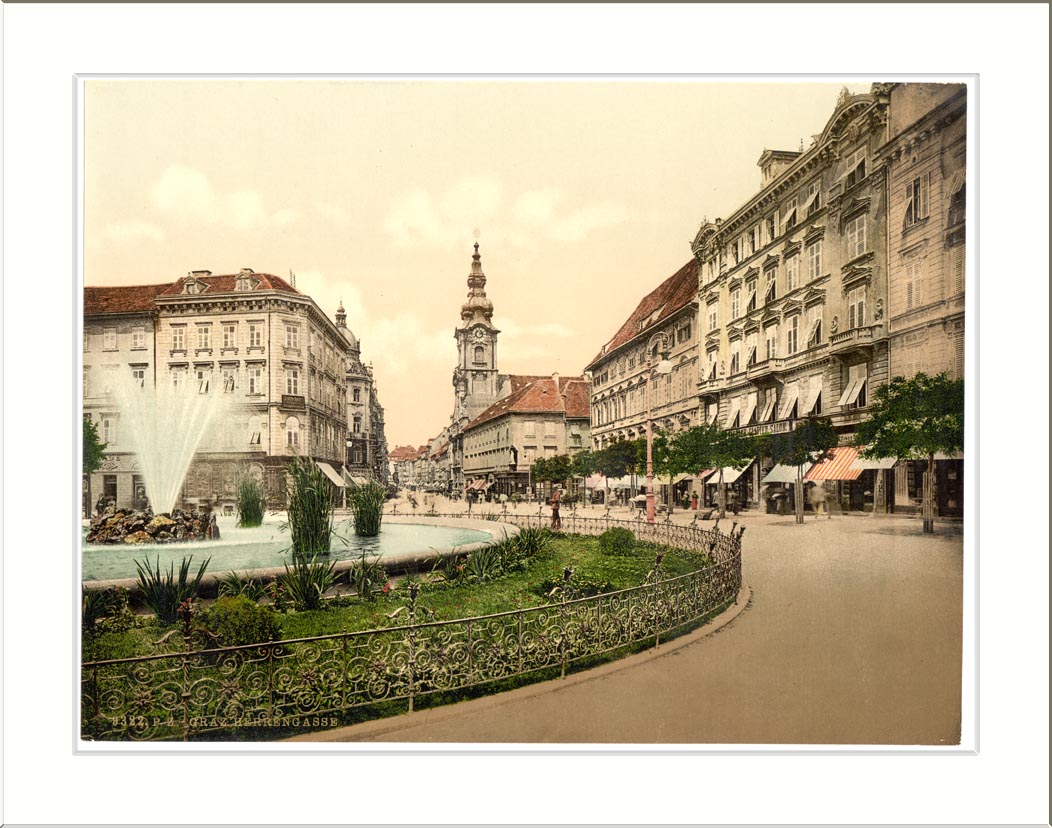
Die Herrengasse auf einer Photochromaufnahme (um 1900)

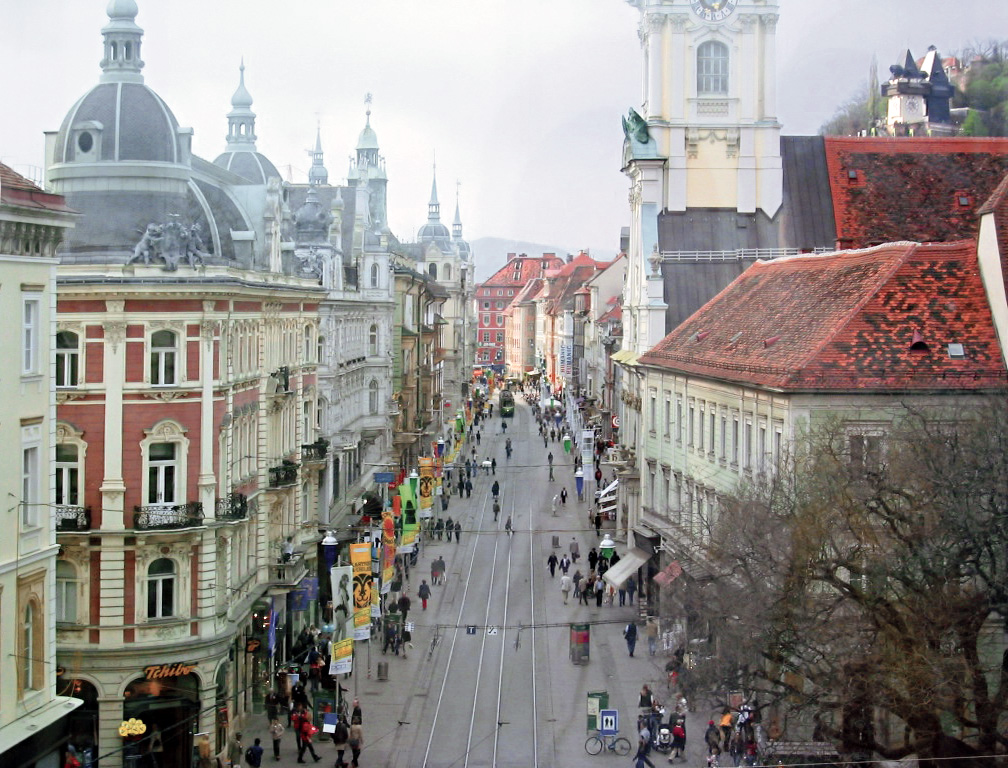
Die Herrengasse vom Süden gesehen. Foto aus dem inzwischen wieder entfernten Marienlift (2006)

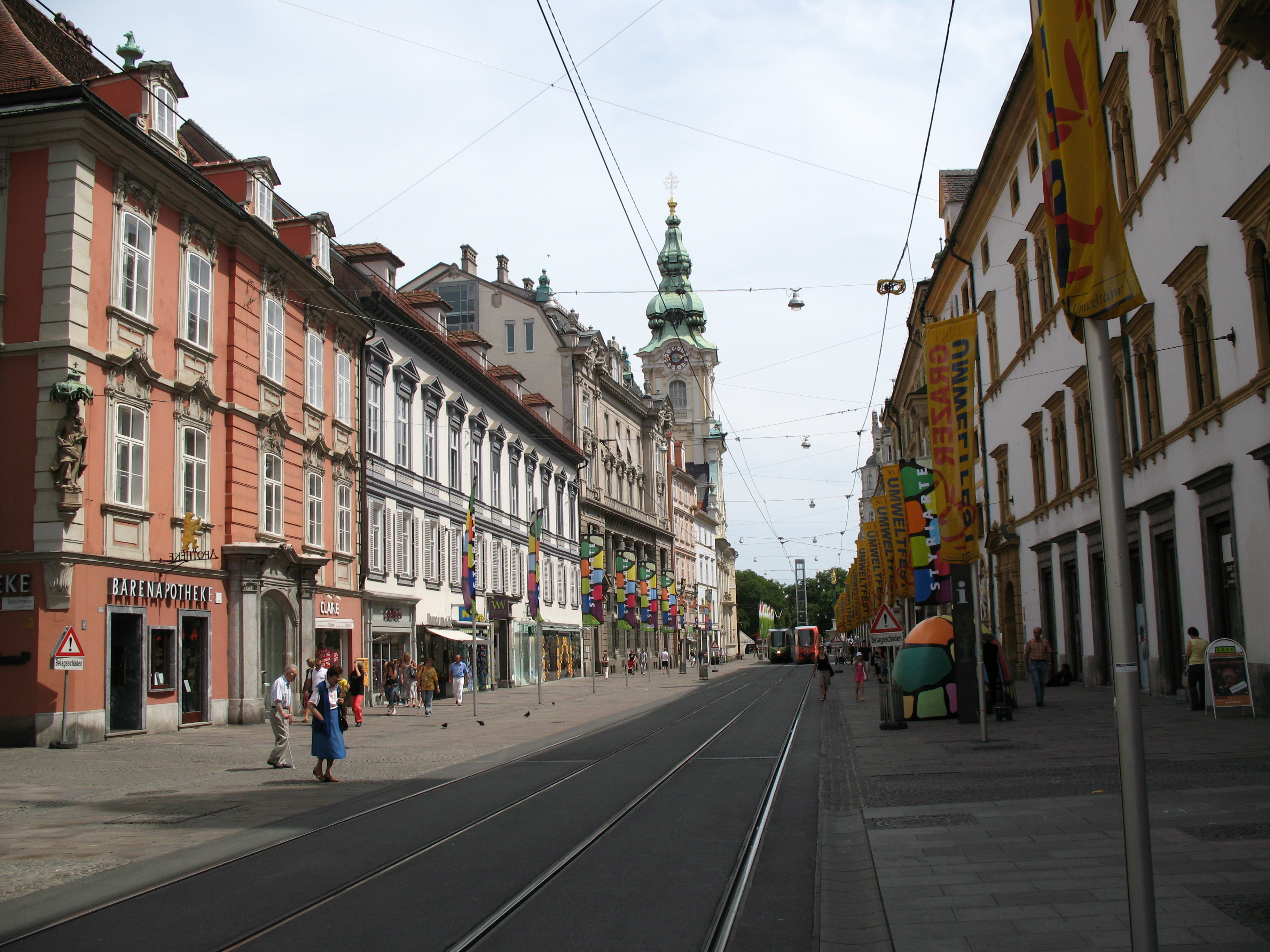
Die Herrengasse vom Norden aus gesehen. Rechts das Landeszeughaus, im Hintergrund zwei Straßenbahnen und der Marienlift, eine Kunstinstallation (2006), von wo aus das Foto darüber gemacht worden ist. (2007)

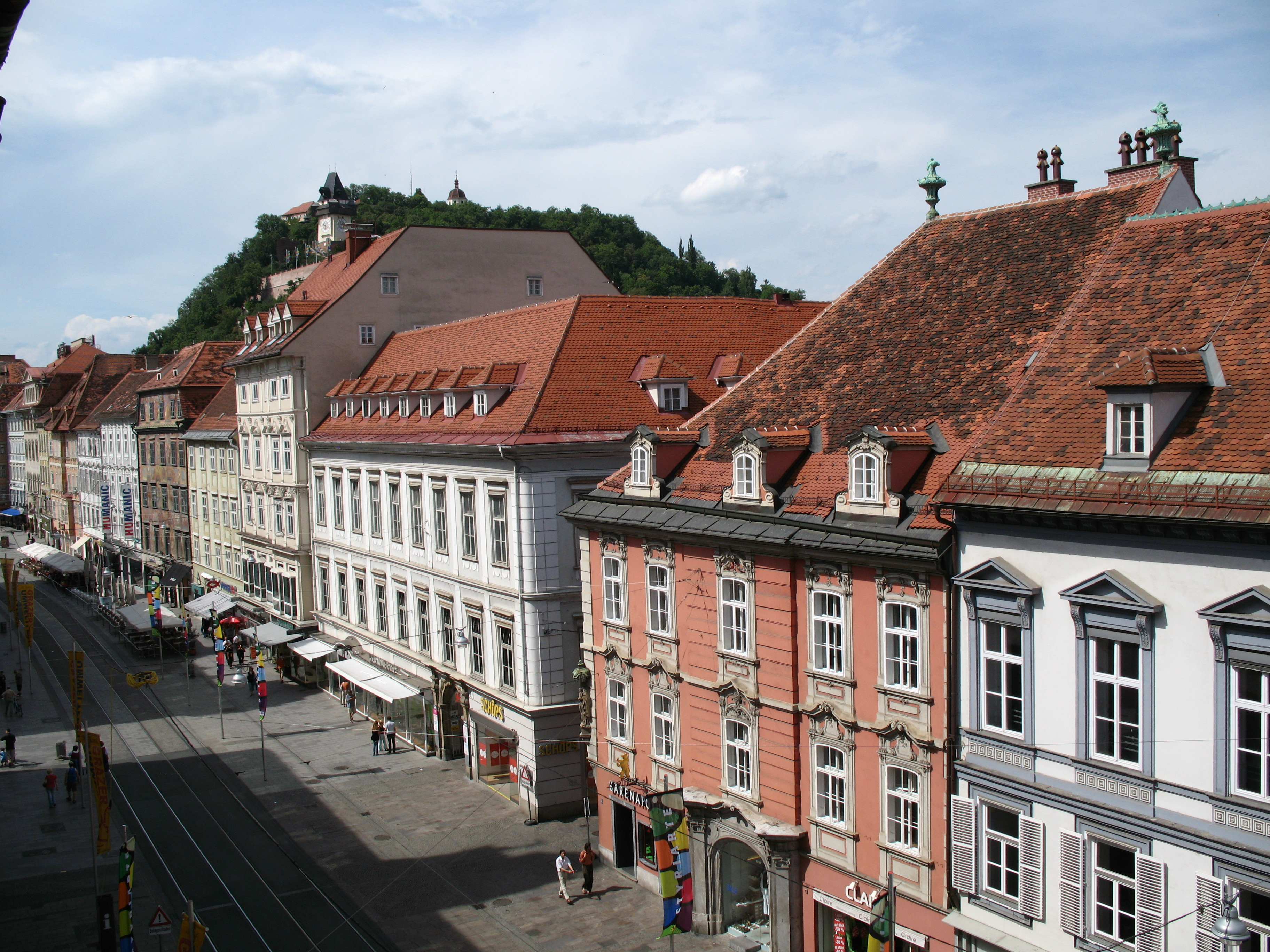
Blick auf die Herrengasse und Schloßberg vom Landeszeughaus (2007)

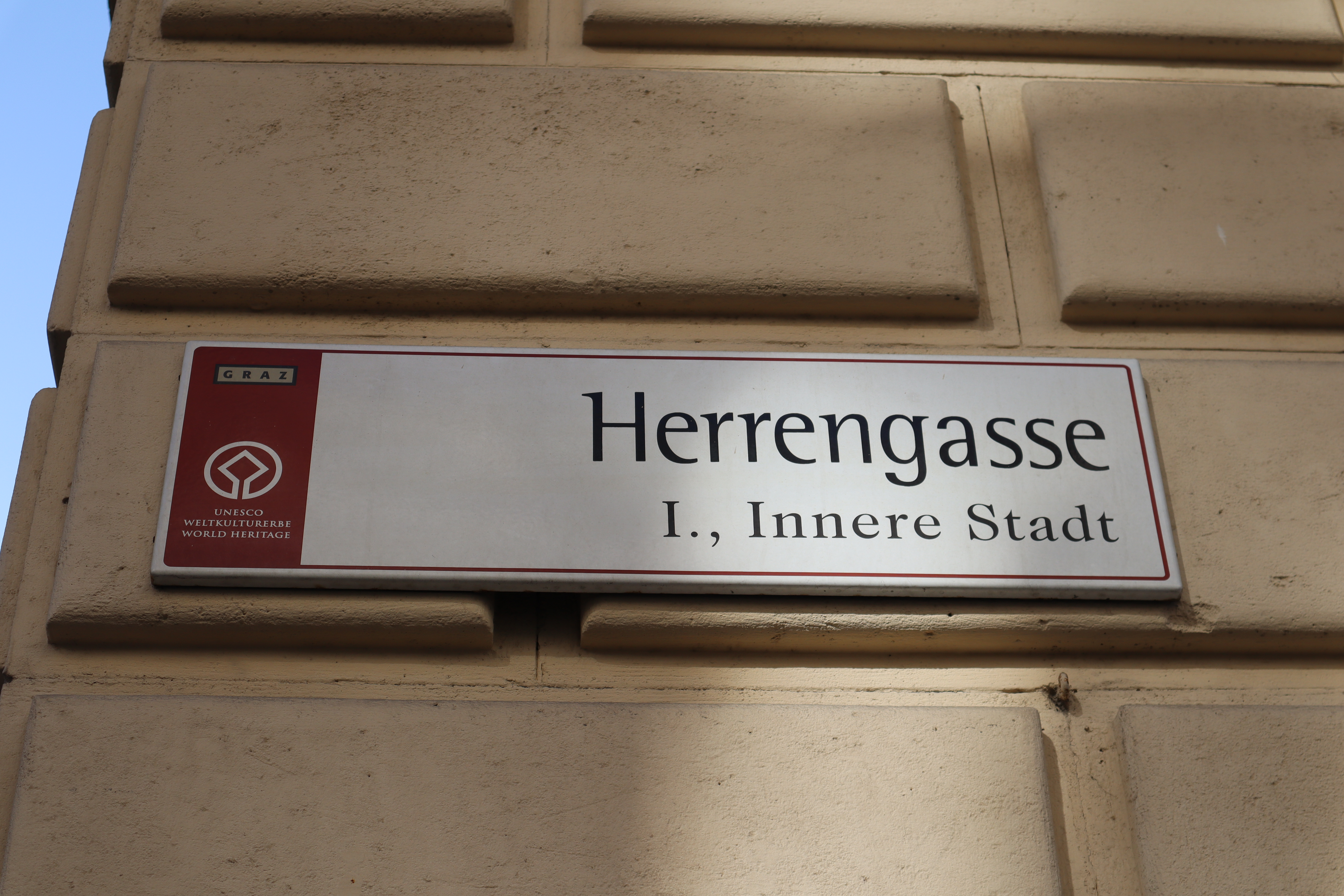
Ein Straßenschild in der Herrengasse

Herrengasse, im Mittelalter Bürgerstraße, auch Bürgergasse, ist die Bezeichnung einer barocken Prachtstraße im Zentrum von Graz und ein Mittelpunkt des öffentlichen Lebens der steirischen Landeshauptstadt. Sie verbindet den Hauptplatz  mit dem Platz Am Eisernen Tor, nahe dem Jakominiplatz, dem Zentrum des öffentlichen Verkehrs von Graz. Sie verläuft annähernd in Nord-Süd-Richtung parallel zur Mur auf der linken Murseite.  Alle Grazer Straßenbahnlinien fahren durch die Herrengasse, die seit November 1972 weitgehend eine Fußgängerzone und daher für den Individualverkehr gesperrt ist.

## Geschichte
Das Gebiet der heutigen Herrengasse ist alter Siedlungsraum, wo Funde auch aus der Hallstattzeit gemacht wurden. Am südlichen Ende der Herrengasse (etwa im Bereich der heutigen Mesnergasse) befand sich das 1261 erwähnte, von Mauern umgebene jüdische Getto. Zwischen 1457 und 1475 wurde die Bürgerstraße, in der die angesehensten Grazer Bürger wohnten in Herrengasse umbenannt, da zunehmend mehr Adelige hier ein Anwesen erwarben.

### Amokfahrt 2015
Am 20. Juni 2015 tötete ein Mann mit seinem SUV bei einer Amokfahrt in der Herrengasse drei Menschen und verletzte dutzende weitere Personen.

## Liste bedeutender Bauten
(Nummerierung nach Hausnummern, gerade rechts, ungerade links vom Hauptplatz ausgehend)
1 – Salzburger Hof
2 – Schranne, der Ort der Rechtsprechung bis Anfang 16. Jhd., dann Rathaus
3 – herzoglicher Lehenshof, „Gemaltes Haus“ (Kaiserl. Residenz)
9 – Palais Breuner mit römischer Pfeilerbasis
10 – Kaffeehaus des Caspar Antoni Forno (1747); 1887 abgerissen und in das neue Rathaus verbaut
13 – Stubenbergsches Haus; Quartier von Napoleon Bonaparte in Graz (April 1797)
15 – das alte Hauptzollamtsgebäude
16 – Landhaus, erster Renaissancebau der Stadt Graz und Landeszeughaus
17 – Steiermärkischen Escomptebank (1910), neobarockes Gebäude (Nr. 15–17), heute CA
23 – Stadtpfarrkirche „Zum heiligen Blut“; Zugang zum Klosterkreuzgang
28 – Thonethof; ehem. k.k. Militär-Stadtkommando, davor Brauerei des Händlers Ägydius Gunzinger (um 1648)